# Matisia cordata

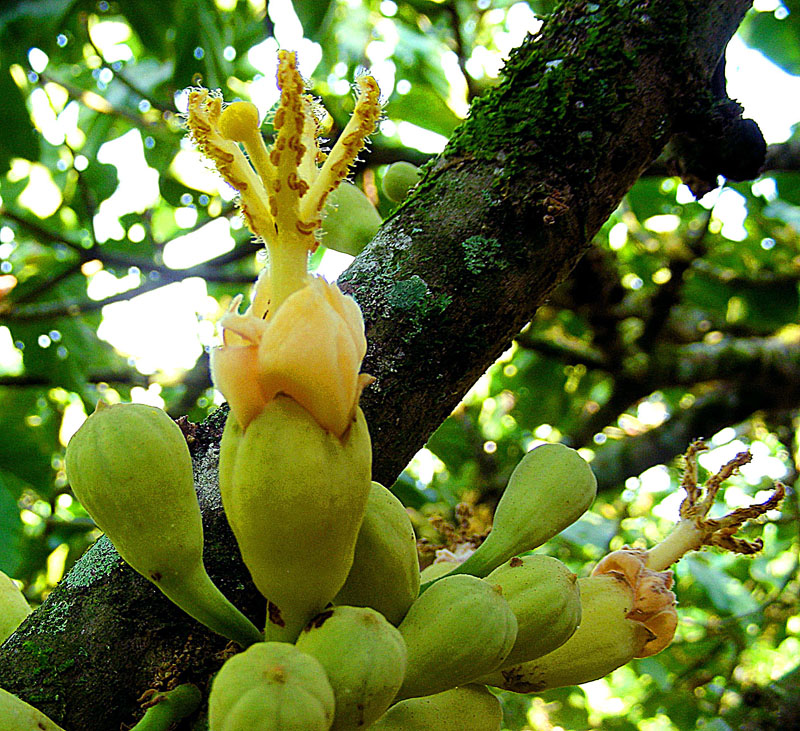
Blüte mit den verwachsenen Staubblättern

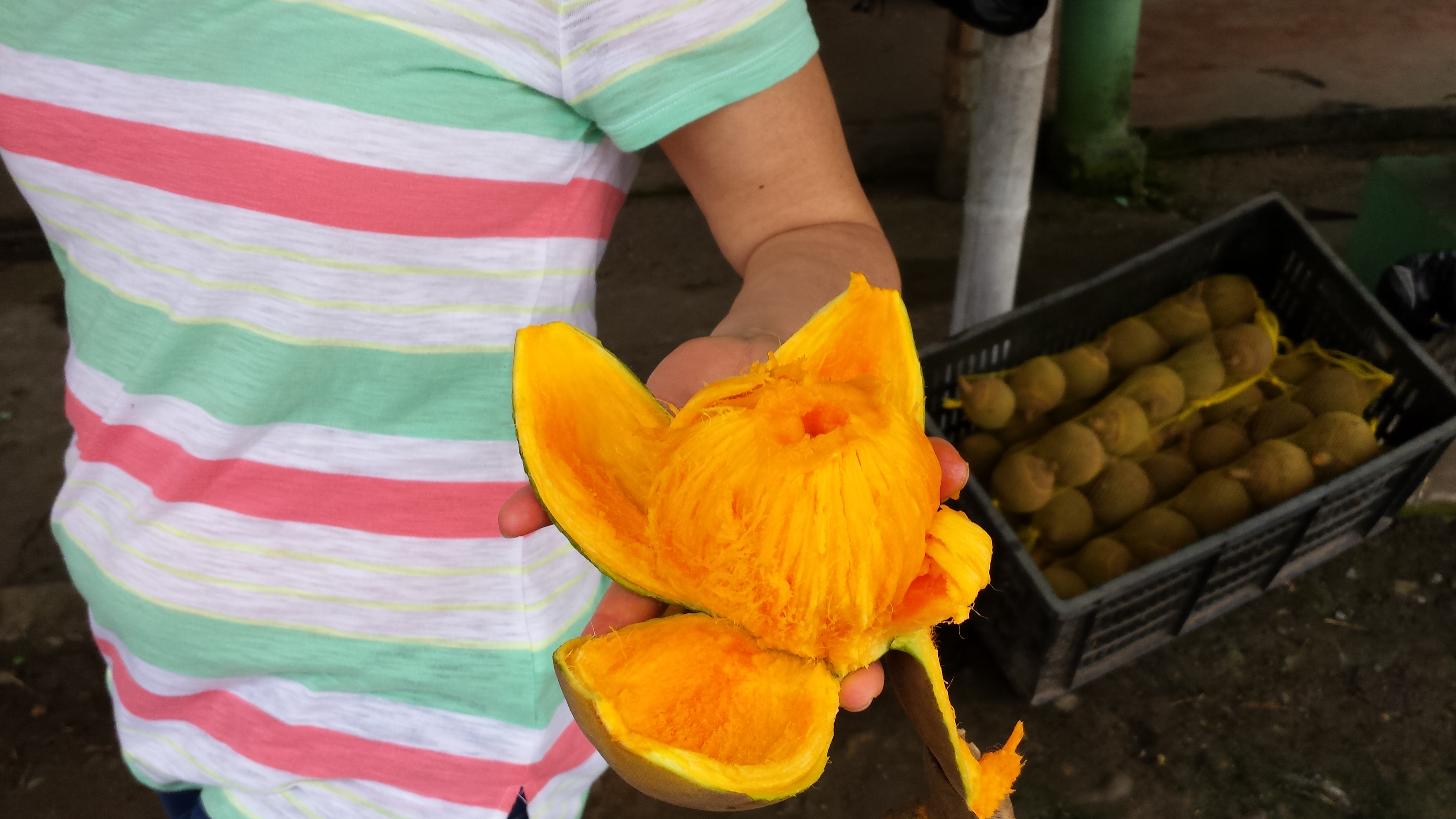
Geöffnete Frucht

Matisia cordata (Syn.: Quararibea cordata (Humb. & Bonpl.) Vischer) ist ein Baum in der Familie der Malvengewächse aus der Unterfamilie der Wollbaumgewächse aus Bolivien, Peru, dem nördlichen Brasilien, Kolumbien, Ecuador bis nach Zentralamerika.

## Beschreibung
Matisia cordata wächst als schnellwüchsiger, halbimmergrüner Baum bis etwa 15–30 Meter oder mehr hoch. In Kultur ist er meist nicht höher als bis etwa 12 Meter. Der Stammdurchmesser erreicht bis zu 50 Zentimeter. Die relativ glatte Borke ist bräunlich. Manchmal können kleinere Brettwurzeln vorkommen.
Die einfachen, wechselständigen und langstieligen Laubblätter sind an den Zweigenden angeordnet. Der lange Blattstiel ist bis 20–25 Zentimeter lang. Die breit-herzförmigen, leicht ledrigen und kahlen, rundspitzigen bis bespitzten oder spitzen Blätter sind ganzrandig und bis 25–40 Zentimeter lang und breit. Die Nervatur ist handförmig. Die Nebenblätter sind abfallend.
Die Blüten erscheinen in Büscheln kauliflor, stammblütig oder ramiflor, astblütig. Die kurz gestielten, grünlich-gelben bis -weißlichen und zwittrigen, relativ großen, fünfzähligen Blüten besitzen eine doppelte Blütenhülle. Der ledrige, 2–3 Zentimeter lange, feinhaarige Kelch ist becherförmig mit kurzen Zipfeln, Lappen. Die verkehrt-eiförmigen, feinhaarigen Petalen sind etwa 3 Zentimeter lang. Die Staubblätter sind in einer dicken und fleischigen Röhre, mit 5 dicken, langen Ästen, an denen jeweils einige sitzende Antheren sitzen, verwachsen. Der fünfkammerige Fruchtknoten ist (halb)unterständig mit einem langen, dicken, etwas behaarten Griffel mit großer, kopfiger und mehrteiliger Narbe.
Es werden bräunlich-grünliche, rundliche bis eiförmige, etwa 6–13,5 Zentimeter große, feinhaarige, feste, dickledrige und mehrsamige, steinfruchtartige Früchte mit beständigem Kelch gebildet. Die leicht grubig texturierten, abgeflachten, etwa 2,5–4 Zentimeter langen, faserig-behaarten, bis zu 5 Samen sind etwa elliptisch bis halbmondförmig. Die Früchte können bis über 1 kg schwer werden, sind aber meist deutlich leichter.

## Verwendung
Die Früchte sind essbar, das faserige gelb-orange, weiche Fruchtfleisch ist süß und schmeckt nach Kürbis mit Noten von Mango und Aprikose. International ist die Frucht bekannt als South American Sapote, Zapote, Sapota, oder Chupa-Chupa.
Das Holz ist relativ leicht und nicht beständig.